# 岡山博愛会病院
岡山博愛会病院（おかやまはくあいかいびょういん）は、岡山博愛会が運営する病院。
岡山県岡山市中区に位置し、1891年（明治24年）に創立者アメリカンボールド宣教師アリス・ペティ・アダムスによりたてられたキリスト教精神に基づき、患者やその家族、地域の住民のために医療を提供する病院である。本項目の病院の開設は1952年（昭和27年）である。2010年に本院と分院が統合し、江崎に移転した。

## 所在
- 岡山県岡山市中区江崎456-2
- 岡山県岡山市中区御幸町4-25 （岡山博愛会の事務所はこちらとなる）

## 診療科
- 内科
- 消化器科
- 循環器科
- 呼吸器科
- リウマチ科

## 沿革
詳細は、アリス・ペティ・アダムスの略歴を参照

## 岡山博愛会関連施設
- 門田屋敷クリニック（旧本院）　岡山市中区門田屋敷1-9-37
- 御幸町クリニック（旧分院）　岡山市中区御幸町4-25
- 介護老人保健施設　みくに　岡山市中区江崎456-2
- 特別養護老人ホーム アダムスホーム  岡山市中区沖元502
- 岡山博愛会 居宅介護施設事業所  岡山市中区御幸町4-25
- 訪問看護ステーション サマリア  岡山市中区御幸町3-12
- 訪問看護ステーション ホサナ  岡山市中区沖元502
- デイサービスセンター ハレルヤ  岡山市中区御幸町4-25
- 岡山博愛会保育園  岡山市中区御幸町1-25
- 日本基督教団 岡山博愛会教会　岡山市中区御幸町1-27

## 周辺
門田屋敷クリニック
- 岡山市立旭東小学校
- 山陽学園中学校・高等学校
- 岡山市民文化ホール
- 国道250号
- 岡山電気軌道東山線 門田屋敷停留場
- 東湖園

御幸町クリニック
- 岡山市立東山中学校
- 岡山中央警察署桜橋交番
- 岡山市消防局中消防署旭東出張所
- 日本郵便岡山旭東郵便局
- 岡山市東山プール

## 交通アクセス
- 岡電バス：岡山ふれあいセンター行き・三蟠南行き・新岡山港行き「博愛会病院前」下車　岡山駅より約25分
- お車：2号線倉田交差点から岡山港方面へ約1.2km